# Quarteto Fantástico (Universo Cinematográfico Marvel)
O Quarteto Fantástico (Fantastic Four no original) é uma equipe de super-heróis fictícia do Universo Cinematográfico Marvel baseada na equipe de super-heróis homônima da Marvel Comics, criada por Stan Lee e Jack Kirby em 1961. A equipe fez sua estréia em The Fantastic Four: First Steps (2025). Foi fundada em 1960 na Terra-828 por Reed Richards, a equipe tem como membros Reed Richards / Senhor Fantástico, Sue Storm / Mulher Invisível, Johnny Storm / Tocha Humana e Ben Grimm / O Coisa. A equipe teve seu auge em 1964, quando derrotaram o devorador de mundos Galactus e sua arauta Shalla-Bal / Surfista Prateada.

## Biografia fictícia

### 1960-1963
Em 1960, os quatro integrantes do grupo ganharam habilidades sobre-humanas por meio da exposição aos raios cósmicos durante uma missão espacial. Desde então, o grupo se tornou celebridade, lutou contra supervilões, as invenções de Reed fizeram a tecnologia progredir para o mundo, e a diplomacia de Sue por meio da organização Fundação Futuro levou à desmilitarização e à paz globais. O Quarteto Fantástico já batalhou contra diversos vilões, como Harvey Elder / Toupeira e o Super-Apes. Uma série em desenho animado foi produzida, além de diversos produtos e brinquedos. Richards também criou um assistente robótico chamado H.E.R.B.I.E..

### 1964
A Surfista Prateada chega à Terra e declara que o planeta foi marcado para ser destruído por Galactus, um ser cósmico devorador de planetas. Reed estuda o desaparecimento de outros planetas para verificar essa alegação, e a equipe decide encontrar Galactus antes que ele venha para a Terra. Eles rastreiam a assinatura energética do Surfista Prateado e usam um motor mais rápido que a luz (FTL) para alcançar um novo planeta. Ao chegarem, o planeta é destruído pela nave de Galactus e a equipe é capturada. Galactus revela que tem uma fome insaciável que o levou a consumir planetas por eras. Ele sente que o filho ainda não nascido de Reed e Sue tem imenso poder cósmico e seria capaz de suprir a fome de Galactus, libertando-se dela. Galactus se oferece para poupar a Terra em troca da criança e induz Sue a entrar em trabalho de parto. A equipe se recusa e escapa da nave. Eles são seguidos pela Surfista Prateada, que destrói seu sistema FTL. Eles usam a gravidade de um buraco negro para atrasar a Surfista Prateada e enviá-los de volta à Terra. Sue dá à luz um filho, Franklin, no caminho.
Em seu retorno à Terra, Reed revela os detalhes do encontro durante uma coletiva de imprensa. A decisão deles de salvar apenas uma criança entre bilhões de outras pessoas na Terra leva a um clamor público, com muitos pedindo que Franklin seja sacrificado a Galactus. Com base em suas interações com o Surfista Prateado e em algumas transmissões do espaço profundo que Reed recebeu de seu planeta, bem como de planetas que Galactus destruiu, Johnny começa a decifrar a língua nativa da Surfista Prateada. À medida que Galactus se aproxima e os protestos contra o Quarteto Fantástico aumentam, Sue leva Franklin para se encontrar com os manifestantes. Ela explica que eles não desistirão do filho, mas também não desistirão do resto da humanidade. Usando um sistema de teletransporte no qual ele vem trabalhando, Reed cria um plano para construir grandes pontes de teletransporte pela Terra para que elas possam transportar o planeta inteiro para outro sistema solar onde Galactus não possa alcançá-los. Por meio da Fundação Futuro, Sue organiza as nações do mundo para construir pontes e conservar a energia necessária para usá-las.
Quando as pontes estão prestes a ser ativadas, a Surfista Prateada retorna e começa a destruí-las. Johnny a impede de destruir a última ponte da Times Square. Ele usa a língua nativa dela para identificá-la como Shalla-Bal, e ela explica que escolheu se tornar a arauto de Galactus em troca de ele poupar seu mundo, Zenn-La. Johnny toca transmissões dos planetas que ela ajudou Galactus a destruir, e Shalla-Bal foge. Usando Franklin como isca, a equipe planeja atrair Galactus para a última ponte e teletransportá-lo para longe. Sue negocia com Harvey Elder para evacuar os cidadãos de Nova York para sua cidade subterrânea, Subterranea. Galactus atravessa a cidade e captura Franklin. Sue usa todo o seu poder para empurrá-lo em direção ao portal com um campo de força enquanto Reed resgata Franklin. Johnny tenta se sacrificar para dar a Galactus um último empurrão para dentro do portal, mas é impedido por Shalla-Bal. Ela empurra Galactus para dentro, e o portal se fecha atrás deles. Sue morre em consequência de seus esforços, mas é revivida por Franklin. Mais tarde, a equipe embarca em uma nova missão enquanto o mundo celebra seu quinto aniversário.

### 1968
Em 1968, Sue está lendo um livro científico com Franklin, Storm vai pegar um novo livro, quando ela volta ela percebe que Victor von Doom está sentado ao lado de Franklin.

### Universo Cinematográfico Marvel
Na cena pós-créditos de Thunderbolts* (2025), vemos que o Quarteto Fantástico foi parar no Universo Cinematográfico Marvel, o grupo também participará de Avengers: Doomsday (2026) e Avengers: Secret Wars (2027).

## Outros universos

### Terra-838
Na Terra-838, no filme Doutor Estranho no Multiverso da Loucura (2022), Reed Richards daquele universo faz parte dos Illuminati, junto com Raio Negro, Professor X, Capitã Carter, Capitã Marvel e Karl Mordo. No entando, ele e todos os Illuminatis são mortos por Wanda Maximoff / Feiticeira Escarlate.

### Vázio
Em Deadpool & Wolverine, descobrimos que o Quarteto Fantástico dos filmes Fantastic Four (2005) e Fantastic Four: Rise of the Silver Surfer (2007) foram parar no Vázio. Johnny Storm / Tocha Humana (interpretado por Chris Evans) faz uma aparição rápida, durante o filme, ele morre nas mãos de Cassandra Nova assim como todo o resto do Quarteto Fantástico.

## Integrantes
- Reed Richards / Senhor Fantástico (líder) (1960)
- Sue Storm / Mulher Invisível (1960)
- Johnny Storm / Tocha Humana (1960)
- Ben Grimm / Coisa (1960)
- Franklin Richards (1964)